# Виноградовка (Арцизский район)
Виноградовка (укр. Виноградівка) — село, относится к Арцизскому району Одесской области Украины.
Население по переписи 2001 года составляло 3306 человек. Почтовый индекс — 68452. Телефонный код — 4845. Занимает площадь 4,21 км². Код КОАТУУ — 5120480701.

## История села
В Государственном Архиве Кишинёва сохранился документ, подтверждающий, что именно в апреле месяце 1830 года жители села Бургуджи Сливенского округа тронулись в дальний и опасный путь, переправились через Дунай и поселились в Бессарабии.
В 1945 г. Указом ПВС УССР село Бургуджи переименовано в Виноградовку.

## Население и национальный состав
По данным переписи населения Украины 2001 года распределение населения по родному языку было следующим (в % от общей численности населения):
По Виноградовскому сельскому совету: украинский — 13,55 %;русский — 5,41 %; болгарский — 80,1 %; армянский — 0,21 %; гагаузский — 0,18 %; молдавский — 0,52 %; румынский — 0,03 %.
По селу Виноградовка: украинский −3,02 %;русский — 4,33 %; болгарский — 91,81 %; армянский — 0,24 %; гагаузский — 0,15 %;молдавский — 0,42 %; румынский — 0,03 %.
По селу Плоцк: украинский — 80,85 %; русский — 12,38 %; болгарский — 5,03 %; гагаузский — 0,39 %; молдавский — 1,16 %.

## Сельский совет
68452, Одесская обл., Арцизский р-н, с. Виноградовка, ул. Мира, 114